# プリキュア オープニングテーマコレクション2004〜2016
『プリキュア オープニングテーマコレクション2004〜2016』は、「プリキュアシリーズ」のオープニング主題歌集のアルバム。2016年8月3日にマーベラスから発売された。

## 概要
2004年に放送が開始した東映アニメーション制作、ABC・テレビ朝日系列で放送されているテレビアニメ「プリキュアシリーズ」の、第1作目である『ふたりはプリキュア』から、発売当時の作品である『魔法つかいプリキュア!』前期オープニングテーマまでの全15曲をリマスタリングして収録した初のオープニングテーマ集。
通常盤の他に期間生産限定盤として、収録された13作品（『魔法つかいプリキュア!』前期オープニングまで）の歴代オープニング映像のノンテロップバージョン19曲分を収録したDVDが同梱されている。通常盤には初回限定封入特典としてジャケットサイズステッカーが同梱されている。

## 収録内容

### CD
1. DANZEN! ふたりはプリキュア
歌：五條真由美
作詞：青木久美子、作曲：小杉保夫、編曲：佐藤直紀
テレビアニメ『ふたりはプリキュア』オープニングテーマ
2. DANZEN! ふたりはプリキュア (Ver. Max Heart)
歌：五條真由美
作詞：青木久美子、作曲：小杉保夫、編曲：佐藤直紀
テレビアニメ『ふたりはプリキュア Max Heart』オープニングテーマ
3. まかせて★スプラッシュ☆スター★
歌：うちやえゆか with Splash Stars（樹元オリエ、榎本温子）
作詞：青木久美子、作曲：小杉保夫、編曲：家原正樹
テレビアニメ『ふたりはプリキュア Splash Star』オープニングテーマ
4. プリキュア5、スマイル go go!
歌：工藤真由、コーラス：ヤング・フレッシュ with mayumi&yuka
作詞：只野菜摘、作曲：岩切芳郎、編曲：家原正樹
テレビアニメ『Yes!プリキュア5』オープニングテーマ
5. プリキュア5、フル・スロットル GO GO!
歌：工藤真由 with ぷりきゅあ5（三瓶由布子、竹内順子、伊瀬茉莉也、永野愛、前田愛）
作詞：只野菜摘、作曲：間瀬公司、編曲：家原正樹
テレビアニメ『Yes!プリキュア5GoGo!』オープニングテーマ
6. Let's!フレッシュプリキュア!
歌：茂家瑞季
作詞：六ツ見純代、作曲：高取ヒデアキ、編曲：亀山耕一郎
テレビアニメ『フレッシュプリキュア!』前期オープニングテーマ
7. Let's!フレッシュプリキュア! 〜Hybrid ver.〜
歌：茂家瑞季
作詞：六ツ見純代、作曲：高取ヒデアキ、編曲：亀山耕一郎・村田昭
テレビアニメ『フレッシュプリキュア!』後期オープニングテーマ
8. Alright! ハートキャッチプリキュア!
歌：池田彩
作詞：六ツ見純代、作曲：高取ヒデアキ、編曲：籠島裕昌
テレビアニメ『ハートキャッチプリキュア!』オープニングテーマ
9. ラ♪ラ♪ラ♪スイートプリキュア♪
歌：工藤真由
作詞：六ツ見純代、作曲：marhy、編曲：久保田光太郎
テレビアニメ『スイートプリキュア♪』前期オープニングテーマ
10. ラ♪ラ♪ラ♪スイートプリキュア♪〜∞UNLIMITED∞ ver.〜
歌：工藤真由
作詞：六ツ見純代、作曲：marhy、編曲：久保田光太郎
テレビアニメ『スイートプリキュア♪』後期オープニングテーマ
11. Let's go!スマイルプリキュア!
歌：池田彩
作詞：六ツ見純代、作曲：高取ヒデアキ、編曲：籠島裕昌
テレビアニメ『スマイルプリキュア!』オープニングテーマ
12. Happy Go Lucky! ドキドキ!プリキュア
歌：黒沢ともよ
作詞：藤林聖子、作曲：清岡千穂、編曲：池田大介
テレビアニメ『ドキドキ!プリキュア』オープニングテーマ
13. ハピネスチャージプリキュア!WOW!
歌：仲谷明香
作詞：青木久美子、作曲：小杉保夫、編曲：大石憲一郎
テレビアニメ『ハピネスチャージプリキュア!』オープニングテーマ
14. Miracle Go!プリンセスプリキュア
歌：礒部花凜
作詞：大森祥子、作曲：渡辺亮希、編曲：渡辺亮希・池田大介
テレビアニメ『Go!プリンセスプリキュア』オープニングテーマ
15. Dokkin♢魔法つかいプリキュア！
歌：北川理恵
作詞：森雪之丞、作曲：奥村愛子、編曲：宮崎誠
テレビアニメ『魔法つかいプリキュア!』前期オープニングテーマ

### DVD（期間生産限定盤のみ）
歴代TVオープニングノンテロップムービー集（2004〜2016）
1. ふたりはプリキュア
2. ふたりはプリキュアMaxHeart
3. ふたりはプリキュアSplash☆Star
4. Yes!プリキュア5
5. Yes!プリキュア5GoGo!
6. フレッシュプリキュア!（前期）
7. フレッシュプリキュア!（後期）
8. ハートキャッチプリキュア!
9. スイートプリキュア♪（前期）
10. スイートプリキュア♪（後期）
11. スマイルプリキュア!（前期）
12. スマイルプリキュア!（後期）
13. ドキドキ!プリキュア（前期）
14. ドキドキ!プリキュア（後期）
15. ハピネスチャージプリキュア!（前期）
16. ハピネスチャージプリキュア!（後期）
17. Go!プリンセスプリキュア（前期）
18. Go!プリンセスプリキュア（後期）
19. 魔法つかいプリキュア!（前期）